# Elezioni presidenziali in Uzbekistan del 2000
Le elezioni presidenziali in Uzbekistan del 2000 si tennero il 9 gennaio e videro la conferma del presidente uscente Islom Karimov; questi, eletto nel 1991 per un mandato di quattro anni, nel 1995 aveva indetto un referendum per estendere il proprio mandato di ulteriori quattro anni.

## Risultati
| Islom Karimov      | Partito Democratico Nazionale «Fidokorlar»   | 11 147 621 | 95,66 |  |  |  |  |  |
| Abdulhafiz Jalolov | Partito Democratico Popolare dell'Uzbekistan | 505 161    | 4,34  |  |  |  |  |  |
| Totale             | Totale                                       | 11 652 782 | 100   |  |  |  |  |  |
|                    |                                              |            |       |  |  |  |  |  |
| Voti non validi    | Voti non validi                              | 470 417    | 3,88  |  |  |  |  |  |
| Votanti            | Votanti                                      | 12 123 199 | 95,11 |  |  |  |  |  |
| Elettori           | Elettori                                     | 12 746 903 |       |  |  |  |  |  |